# Section torique
En géométrie, une section torique (ou spirique plane ou section annulaire) est une courbe plane, qu'on peut définir comme l'intersection d'un plan avec un tore, tout comme une section conique est l'intersection d'un plan avec un cône. Des cas particuliers sont connus depuis l'Antiquité, et le cas général a été étudié par Gaston Darboux. 

## Formules mathématiques
En généralité, les sections toriques sont des courbes planes du quatrième ordre (quartique) de la forme (réduite)
{\displaystyle \left(x^{2}+y^{2}\right)^{2}+ax^{2}+by^{2}+cx+dy+e=0}.
On se place dans le cas où le tore est centré à l'origine O et d'axe de rotation l'axe Oz, de rayons majeur et mineur a et b, coupé par le plan situé à une distance d de O, faisant un angle avec le plan horizontal xOy parallèlement à l'axe Ox, soit d'équation {\displaystyle z=\tan(\alpha )(y-d)}.
Alors une représentation paramétrique cartésienne de la section torique sur le plan de coupe est :
{\displaystyle \forall t\in \mathbb {R} ,\ {\begin{cases}x&=\pm {\sqrt {\left(a+b\cos(t)\right)^{2}-\left(d+b{\dfrac {\sin(t)}{\sin(\alpha )}}\right)^{2}}}\\y&=b{\dfrac {\sin(t)}{\sin(\alpha )}}\\\end{cases}}}.

## Spiriques

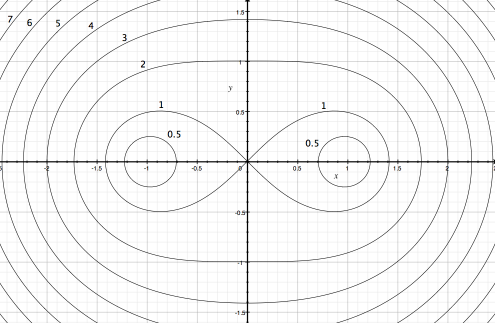
Les ovales de Cassini sont des cas particuliers des sections toriques

Un cas particulier de section torique est donné par les spiriques de Persée, pour lesquelles le plan d'intersection est parallèle à l'axe de rotation du tore. Elles ont été découvertes par l'antique géomètre grec Persée vers 150 av. J.-C.. Des exemples bien connus incluent l'hippopède et les ovales de Cassini et des courbes similaires, comme la lemniscate de Bernoulli.

## Cercles de Villarceau
Un autre cas particulier est celui des cercles de Villarceau, sections toriques circulaires cercle malgré l'absence de tout type évident de symétrie qui impliquerait une section circulaire. 

## Sections toriques générales
Des figures plus compliquées telles qu'une couronne peuvent être obtenues selon que le plan d'intersection est perpendiculaire ou oblique à l'axe de symétrie de rotation.